# Aphyocharax agassizii
Aphyocharax agassizii är en fiskart som först beskrevs av Franz Steindachner 1882.  Aphyocharax agassizii ingår i släktet Aphyocharax och familjen Characidae. Inga underarter finns listade i Catalogue of Life.